# Igor Fraga
Igor Omura Fraga (* 26. September 1998 in Kanazawa) ist ein brasilianisch-japanischer Automobilrennfahrer und E-Sportler. Er tritt in der Saison 2020 in der FIA-Formel-3-Meisterschaft an.

## Karriere

### Kartsport
Fragas erste Erfahrungen mit Go-Karts machte er 2002 im Alter von drei Jahren, als er in Japan an einem Karttraining teilnahm; erste Kartwettbewerbe bestritt er 2004. Bevor Fraga an internationalen Wettkämpfen teilnahm, gewann er sieben nationale Karttitel in verschiedenen Kategorien.

### Formelsport
Seine Formelkarriere startete Fraga in der brasilianischen Formula 1600, wo er in seiner ersten Saison einen Sieg in São Paulo feierte. Die Meisterschaft beendete er auf Platz sieben. Im selben Jahr startete er bei zwei Rennen der brasilianischen Formula Vee und beendete beide jeweils auf dem dritten Platz. Von 2015 bis 2017 startete Fraga mit PropCar Racing in der brasilianischen Formel 3, welche er 2017 gewann. Parallel dazu fuhr Fraga 2017 ebenfalls für PropCar Racing in der mexikanischen Formel-4-Meisterschaft, die er 2018 mit dem Vizemeistertitel beendete. Ebenfalls 2018 startete er in der U.S. F2000 National Championship, wo er zu Saisonende den vierten Platz mit drei Podiumsplatzierungen erreichte. 2019 fuhr er mit dem Team DR Formula RP Motorsport in der neuen Rennserie Formula Regional European Championship. Er beendete die Meisterschaft hinter Frederik Vesti und Enzo Fittipaldi auf dem dritten Platz mit insgesamt vier Siegen in Spielberg, Imola und zwei Mal in Monza. In der Winterpause zwischen den Saisons 2019 und 2020 trat Fraga in der Toyota Racing Series in Neuseeland an. Er fuhr für das Team M2 Automotive und konnte mit einem Sieg im letzten Rennen, dem Großen Preis von Neuseeland, den Titelverteidiger und Red-Bull-Junior Liam Lawson vom ersten Platz verdrängen. In der FIA-Formel-3-Saison 2020 geht er als erster E-Sportler an den Start. Er tritt dort neben David Schumacher und Niko Kari für Charouz Racing System an. Im März 2020 wurde Fraga als Mitglied des Red-Bull Junior Teams angekündigt.

### E-Sport
Neben seiner Karriere als Rennfahrer ist Fraga auch aktiver E-Sportler. 2017 war er einer der Finalisten der Formel-1-eSports-Meisterschaft, wo er in Abu Dhabi mit 19 anderen E-Sportlern um die virtuelle Formel-1-Weltmeisterschaft kämpfte. Mit sechs Punkten aus drei Rennen belegte er den 18. Platz. 2018 gewann Fraga den ersten Nations Cup der FIA-zertifizierten Gran-Turismo-Meisterschaft. 2019 gewann er die Herstellerserie für Toyota mit seinen Teamkollegen Tomoaki Yamanaka und Rayan Derrouiche. 2018 entschied Fraga zudem die McLaren Shadow Competition für sich, wodurch er ins McLaren e-Sport Team aufgenommen wurde. Die Shadow Competition geht dabei über reines Simulator-Racing hinaus, testet auch physische Fitness und schließt einen Track-Day mit einem McLaren 570 GT4 ein. Fragas E-Sport-Karriere stellte eine kostengünstigere Möglichkeit dar, weiter an seiner Karriere zu arbeiten, obwohl ihm große Sponsoren versagt blieben. Nach seinem Gran-Turismo-Titel konnte er jedoch seine Erfahrungen und Kontakte zu Sponsoren in den Formelsport übertragen. So fuhr er unter anderem in der Toyota Racing Series und der Formula Regional Europe mit Sponsoring von Gran Turismo. 2020 wird Fraga ausschließlich ausgewählte Gran-Turismo Events der World Tour bestreiten, andere E-Sport Events lässt der Formel 3 Kalender nicht zu.

## Persönliches
Fraga wurde in Japan geboren, beide Elternteile sind Brasilianer. Neben seiner Muttersprache Portugiesisch spricht Fraga noch Englisch, Japanisch und Spanisch.
Fragas Vater verließ seine Arbeitsstelle, um seinen Sohn Vollzeit bei der Verwirklichung seiner Rennfahrerkarriere zu unterstützen. Zu Beginn der Karriere lebten sie teilweise in Mietwagen, um die Kosten für Rennstarts aufbringen zu können.

## Statistik

### Karrierestationen
| - 2004–2013: Kartsport - 2015: Brasilianische Formel-3-Meisterschaft (Klasse B) (Platz 3) - 2016: Brasilianische Formel-3-Meisterschaft (Klasse A) (Platz 11) | - 2017: Brasilianische Formel-3-Meisterschaft (Klasse A) (Meister) - 2018: U.S. F2000 National Championship (Platz 4) - 2017/18: Mexikanische Formel-4-Meisterschaft (Platz 2) | - 2019: Formula Regional European Championship (Platz 3) - 2020: Toyota Racing Series (Meister) - 2020: Formel 3 (Platz 24) |

### Einzelergebnisse in der mexikanischen Formel-4-Meisterschaft
| Jahr    | Team    | 1   | 2   | 3   | 4   | 5   | 6   | 7   | 8   | 9   | 10  | 11  | 12  | 13  | 14  | 15  | 16  | 17  | 18  | 19  | 20  | 21  | 22  | Punkte | Rang |
| ------- | ------- | --- | --- | --- | --- | --- | --- | --- | --- | --- | --- | --- | --- | --- | --- | --- | --- | --- | --- | --- | --- | --- | --- | ------ | ---- |
| 2017/18 | PropCar | AH1 | AH1 | AH2 | AH2 | EDM | EDM | EDM | PUE | PUE | PUE | AGS | AGS | AGS | MER | MER | MER | MTY | MTY | MTY | AH3 | AH3 | AH3 | 286    | 2.   |
| 2017/18 | PropCar | 1   | 3   | 1   | 6   |     |     |     | 2   | 8   | 1   | 1   | 1   | DNF | 1   | 2   | 1   | DNS | 4   | 3   | DNF | DNF | 3   | 286    | 2.   |

### Einzelergebnisse in der Formula Regional European Championship
| Jahr | Team          | 1   | 2   | 3   | 4   | 5   | 6   | 7   | 8   | 9   | 10  | 11  | 12  | 13  | 14  | 15  | 16  | 17  | 18  | 19  | 20  | 21  | 22  | 23  | 24  | Punkte | Rang |
| ---- | ------------- | --- | --- | --- | --- | --- | --- | --- | --- | --- | --- | --- | --- | --- | --- | --- | --- | --- | --- | --- | --- | --- | --- | --- | --- | ------ | ---- |
| 2019 | RP Motorsport | LEC | LEC | LEC | VLL | VLL | HUN | HUN | HUN | RBR | RBR | RBR | IMO | IMO | IMO | IMO | CAT | CAT | CAT | MUG | MUG | MUG | MNZ | MNZ | MNZ | 300    | 3.   |
| 2019 | RP Motorsport | 3   | 3   | 7   | 7   | 8   | 5   | DNS | 4   | 2   | 9   | 1   | 1   | 3   | 2   | 3   | 10  | 4   | 7   | 5   | 5   | 5   | 1   | 1   | 3   | 300    | 3.   |